# Pawłówek (grodzisko w Bydgoszczy)
Pawłówek – grodzisko wczesnośredniowieczne znajdujące się na zachodnich rubieżach Bydgoszczy, niedaleko drogi ekspresowej S10 Płońsk-Szczecin i drogi ekspresowej S5 Lubawka-Nowe Marzy.

## Położenie
Grodzisko leży na płaskim wzgórzu w obrębie Zbocza Kruszyńskiego na tzw. „Górze Zamkowej”, ok. 600 m na północ od Kanału Bydgoskiego i 400 m na południe od drogi krajowej nr 80. Obiekt sąsiaduje bezpośrednio od południa z linią kolejową Bydgoszcz-Krzyż, a od zachodu z obwodnicą Bydgoszczy – drogą nr 10 Bydgoszcz-Szczecin. Grodzisko z południowej i zachodniej strony odcięte jest ostro opadającymi stokami, przechodzącymi w poziom dna pradoliny Noteci, natomiast od północy przez sztuczną krawędź, przy której posadowiony był wał obronny. Wymiary majdanu wynoszą 120x80 m, a wysokość grodziska od północy: 6 m.
Należy podkreślić, że grodzisko leży na eksponowanym miejscu, skąd rozpościerają się rozległe widoki na pradolinę Noteci-Warty.
Obecnie jest silnie zniwelowane i zniszczone wskutek użytkowania rolniczego oraz budowy w tym miejscu w 1914 r. okopów wojskowych.

## Prace wykopaliskowe
Pierwszych przypadkowych odkryć tajemniczych przedmiotów na terenie grodziska dokonał w 1881 r. leśniczy Mellin z Czyżkówka. Kolejne datują się na 1883 (Mellin), 1900 (Seefeldt) i 1910 r. (Seefeldt). W związku z tym w listopadzie 1912 r. podjęli w tym miejscu badania powierzchniowe dwaj archeolodzy – amatorzy z Bydgoskiego Towarzystwa Historycznego: Kothe i Wolff. W maju i wrześniu 1918 r. kolejne tego typu badania przeprowadzili Kothe i Schumacher. 
Powyższe wykopaliska: celowe i przypadkowe doprowadziły do wydobycia dość licznych przedmiotów militarnych, ozdób i ceramiki: żelaznego grota włóczni, żelaznego czekana, kabłączków skroniowych z brązu lub cyny, przęślików glinianych, nożyków żelaznych, kilkaset fragmentów naczyń glinianych i innych zabytków. Na północ od grodziska odkryto groby szkieletowe wraz z przedmiotami: kabłączkami skroniowymi, nożykami, klamrami i ułamkami naczyń. 
W sierpniu 1969 r. kolejne badania przeprowadziła ekspedycja KAP UMK w Toruniu pod kierownictwem G. Wilkego. Z badań tych pochodzi kilkadziesiąt ułamków naczyń glinianych. Na zachód i południe od grodziska znaleziono liczne fragmenty naczyń, co stało się podstawą do określenia tych miejsc jako osad otwartych.

## Charakterystyka
W wyniku prac wykopaliskowych stanowisko zostało uznane za zespół osadniczy złożony z 
grodu strażniczego położonego na krawędzi pradoliny Noteci-Warty, sieci osiedli otwartych oraz cmentarzyska szkieletowego. Chronologię grodziska określono na okres halsztacki oraz wczesnośredniowieczny.
Można przypuszczać, że ze względu na swoje położenie, gród posiadał duże znaczenie strategiczne w X-XI wieku. Właśnie w tym miejscu znajdowało się suche przejście z południa na północ między odcinkiem dolnej Brdy, a pasem podmokłych łąk, bagien i mokradeł nadnoteckich.
Znaczenie grodu zmniejszyło się prawdopodobnie po budowie w XI wieku grodu bydgoskiego.  
Przyjmuje się, że obiekt został ostatecznie zniszczony podczas pomorskiej kampanii Bolesława Krzywoustego w 1113–1116 r.

## Literatura
- Otto Knoop, Das versunkene Schloß bei Prondy, Sagen und Erzählungen aus der Provinz Posen, od strony 161